# 巴加蒂·瓦爾塞基博物館
巴加蒂·瓦爾塞基博物館 (義大利語：Museo Bagatti Valsecchi)是位於義大利米蘭的一座博物館。博物館主要收藏義大利文藝復興時期的裝飾藝術品、雕塑作品和繪畫作品。博物館的繪畫收藏涵蓋了義大利各個時期的美術作品。巴加蒂·瓦爾塞基博物館最早曾是一座私人住宅。

## 外部連結
- Bagatti Valsecchi Museum official website （页面存档备份，存于）

45°28′00″N 9°10′00″E / 45.4666°N 9.1666°E